# 诺恩 (比肯费尔德县)
诺恩是德国莱茵兰-普法尔茨州的一个市镇。总面积7.50平方公里，总人口402人，其中男性208人，女性194人（2011年12月31日），人口密度54人/平方公里。